# موسکیمول
موسکیمول (به انگلیسی: Muscimol) یک ترکیب شیمیایی با شناسه پاب‌کم ۴۲۶۶ است. 